# Liste der Biografien/Fuo
Liste der Biografien |
Portal Biografien |
Personensuche
# |
A |
B |
C |
D |
E |
F |
G |
H |
I |
J |
K |
L |
M |
N |
O |
P |
Q |
R |
S |
T |
U |
V |
W |
X |
Y |
Z |
?
 
Fa |
Fe |
Ff |
Fh |
Fi |
Fj |
Fk |
Fl |
Fm |
Fn |
Fo |
Fr |
Ft |
Fu |
Fy
 
Fua |
Fub |
Fuc |
Fud |
Fue |
Fuf |
Fug |
Fuh |
Fui |
Fuj |
Fuk |
Ful |
Fum |
Fun |
Fuo |
Fuq |
Fur |
Fus |
Fut |
Fuw |
Fux |
Fuy |
Fuz
Die Liste der Biografien führt alle Personen auf, die in der deutschsprachigen Wikipedia einen Artikel haben. Dieses ist eine Teilliste mit 4 Einträgen von Personen, deren Namen mit den Buchstaben „Fuo“ beginnt.

## Fuo

### Fuoc
- Fuoco, Antonio (* 1996), italienischer Automobilrennfahrer

### Fuog
- Fuog, Johann Georg (1794–1865), Schweizer Politiker

### Fuos
- Fuos, Joseph (1739–1805), deutscher Schriftsteller, lutherischer Militärpfarrer und Memoirist Sardiniens
- Fuoss, Raymond M. (1905–1987), US-amerikanischer Chemiker